# Finals de l'NBA de 2014
Les Finals de l'NBA de 2014 van ser les sèries definitives dels playoffs del 2014, i la conclusió de la temporada 2013-14 de l'NBA. El títol se'l van disputar, al millor de set partits, San Antonio Spurs per la Conferència Oest i Miami Heat per la Conferència Est. Per primera vegada des de les finals de 1984, el format fou 2-2-1-1-1, alternant la pista dels finalistes en els tres enfrontaments decisius. Les sèries van començar el 5 de juny i van finalitzar el 15 de juny, i els San Antonio Spurs van guanyar el cinquè títol de la seva història amb un global de 4-1 en la sèrie.

## Enfrontaments previs en temporada regular
| Detalls | Data       | Equips                         | Resultat | Lloc                                       |
| ------- | ---------- | ------------------------------ | -------- | ------------------------------------------ |
| Detalls | 26/01/2014 | Miami Heat - San Antonio Spurs | 113-101  | American Airlines Arena, a Miami (Florida) |
| Detalls | 06/03/2014 | San Antonio Spurs - Miami Heat | 111-87   | AT&T Center, a San Antonio (Texas)         |

## Camí cap a la Final de l'NBA
La trajectòria en les eliminatòries de playoffs de tots dos equips va ser: 
|      | Equip             | 1a Ronda                            | Semifinal de Conferència                 | Final de Conferència                    |
| ---- | ----------------- | ----------------------------------- | ---------------------------------------- | --------------------------------------- |
| EST  | Miami Heat        | Va guanyar a Charlotte Bobcats, 4-0 | Va guanyar a Brooklyn Nets, 4-1          | Va guanyar a Indiana Pacers, 4-2        |
| OEST | San Antonio Spurs | Va guanyar a Dallas Mavericks, 4-3  | Va guanyar a Portland Trail Blazers, 4-1 | Va guanyar a Oklahoma City Thunder, 4-2 |

## Partits de la final

### Partit 1
| 5 de juny 9:00 pm Detalls | Miami Heat 95, San Antonio Spurs 110                          | Miami Heat 95, San Antonio Spurs 110 | Miami Heat 95, San Antonio Spurs 110                              | AT&T Center, San Antonio, Texas Assistència: 18 581 espectadors Àrbitres: Scott Foster, Marc Davis, Ken Mauer | ABC |
| 5 de juny 9:00 pm Detalls | Resultats per quarts: 20–26, 29–28, 29–20, 17–36              |                                      |                                                                   | AT&T Center, San Antonio, Texas Assistència: 18 581 espectadors Àrbitres: Scott Foster, Marc Davis, Ken Mauer | ABC |
| 5 de juny 9:00 pm Detalls | Pts: LeBron James 25 Rebs: Chris Bosh 9 Assist: Norris Cole 5 |                                      | Pts: Tim Duncan 21 Rebs: Duncan, Diaw 10 Assist: Manu Ginóbili 11 | AT&T Center, San Antonio, Texas Assistència: 18 581 espectadors Àrbitres: Scott Foster, Marc Davis, Ken Mauer | ABC |
| 5 de juny 9:00 pm Detalls | San Antonio lidera la sèrie 1–0                               |                                      |                                                                   | AT&T Center, San Antonio, Texas Assistència: 18 581 espectadors Àrbitres: Scott Foster, Marc Davis, Ken Mauer | ABC |

### Partit 2
| 8 de juny 8:00 pm Detalls | Miami Heat 98, San Antonio Spurs 96                                 | Miami Heat 98, San Antonio Spurs 96 | Miami Heat 98, San Antonio Spurs 96                           | AT&T Center, San Antonio, Texas Assistència: 18 581 espectadors Àrbitres: Dan Crawford, James Capers, Jason Phillips | ABC |
| 8 de juny 8:00 pm Detalls | Resultats per quarts: 19–26, 24–17, 34–35, 21–18                    |                                     |                                                               | AT&T Center, San Antonio, Texas Assistència: 18 581 espectadors Àrbitres: Dan Crawford, James Capers, Jason Phillips | ABC |
| 8 de juny 8:00 pm Detalls | Pts: LeBron James 35 Rebs: LeBron James 10 Assist: Wade, Chalmers 4 |                                     | Pts: Tony Parker 21 Rebs: Tim Duncan 15 Assist: Tony Parker 7 | AT&T Center, San Antonio, Texas Assistència: 18 581 espectadors Àrbitres: Dan Crawford, James Capers, Jason Phillips | ABC |
| 8 de juny 8:00 pm Detalls | Sèrie empatada, 1–1                                                 |                                     |                                                               | AT&T Center, San Antonio, Texas Assistència: 18 581 espectadors Àrbitres: Dan Crawford, James Capers, Jason Phillips | ABC |

### Partit 3
| 10 de juny 9:00 pm Detalls | San Antonio Spurs 111, Miami Heat 92                             | San Antonio Spurs 111, Miami Heat 92 | San Antonio Spurs 111, Miami Heat 92                               | American Airlines Arena, Miami, Florida Assistència: 19 900 espectadors Àrbitres: Monty McCutchen, Tony Brothers, Zach Zarba | ABC |
| 10 de juny 9:00 pm Detalls | Resultats per quarts: 41-25, 30-25, 15-25, 25-17                 |                                      |                                                                    | American Airlines Arena, Miami, Florida Assistència: 19 900 espectadors Àrbitres: Monty McCutchen, Tony Brothers, Zach Zarba | ABC |
| 10 de juny 9:00 pm Detalls | Pts: Kawhi Leonard 29 Rebs: Tim Duncan 6 Assist: Parker, Mills 4 |                                      | Pts: James, Wade 22 Rebs: James, Andersen 5 Assist: LeBron James 7 | American Airlines Arena, Miami, Florida Assistència: 19 900 espectadors Àrbitres: Monty McCutchen, Tony Brothers, Zach Zarba | ABC |
| 10 de juny 9:00 pm Detalls | San Antonio lidera la sèrie 2–1                                  |                                      |                                                                    | American Airlines Arena, Miami, Florida Assistència: 19 900 espectadors Àrbitres: Monty McCutchen, Tony Brothers, Zach Zarba | ABC |

### Partit 4
| 12 de juny 10:00 pm Detalls | San Antonio Spurs 107, Miami Heat 86             | San Antonio Spurs 107, Miami Heat 86 | San Antonio Spurs 107, Miami Heat 86           | American Airlines Arena, Miami, Florida Assistència: 19 900 espectadors Àrbitres: Joe Crawford, Mike Callahan, Tom Washington | ABC |
| 12 de juny 10:00 pm Detalls | Resultats per quarts: 26-17, 29-19, 26-21, 26-29 |                                      |                                                | American Airlines Arena, Miami, Florida Assistència: 19 900 espectadors Àrbitres: Joe Crawford, Mike Callahan, Tom Washington | ABC |
| 12 de juny 10:00 pm Detalls | Pts: Leonard 20 Rebs: Leonard 14 Assist: Diaw 9  |                                      | Pts: James 28 Rebs: James 8 Assist: Chalmers 5 | American Airlines Arena, Miami, Florida Assistència: 19 900 espectadors Àrbitres: Joe Crawford, Mike Callahan, Tom Washington | ABC |
| 12 de juny 10:00 pm Detalls | San Antonio lidera la sèrie 3–1                  |                                      |                                                | American Airlines Arena, Miami, Florida Assistència: 19 900 espectadors Àrbitres: Joe Crawford, Mike Callahan, Tom Washington | ABC |

### Partit 5
| 15 de juny 8:00 pm Detalls | Miami Heat 87, San Antonio Spurs 104             | Miami Heat 87, San Antonio Spurs 104 | Miami Heat 87, San Antonio Spurs 104            | AT&T Center, San Antonio, Texas Assistència: 18 581 espectadors Àrbitres: Marc Davis, Ken Mauer, Scott Foster | ABC |
| 15 de juny 8:00 pm Detalls | Resultats per quarts: 29-22, 11-25, 18-30, 29-27 |                                      |                                                 | AT&T Center, San Antonio, Texas Assistència: 18 581 espectadors Àrbitres: Marc Davis, Ken Mauer, Scott Foster | ABC |
| 15 de juny 8:00 pm Detalls | Pts: James 31 Rebs: James 10 Assist: James 5     |                                      | Pts: Leonard 22 Rebs: Leonard 10 Assist: Diaw 6 | AT&T Center, San Antonio, Texas Assistència: 18 581 espectadors Àrbitres: Marc Davis, Ken Mauer, Scott Foster | ABC |
| 15 de juny 8:00 pm Detalls | San Antonio guanya la sèrie 4–1                  |                                      |                                                 | AT&T Center, San Antonio, Texas Assistència: 18 581 espectadors Àrbitres: Marc Davis, Ken Mauer, Scott Foster | ABC |